# Pintor de Beaune
El Pintor de Beaune fue un pintor de   cerámica ática de figuras negras  que trabajó en Atenas en el último cuarto del siglo VI a. C.  Fue nombrado así por John Beazley en honor a un estamno en Beaune. El pintor, que perteneció al Grupo Perizoma, pintó principalmente estamnos.